# Ladoga (Indiana)
Ladoga és una població dels Estats Units a l'estat d'Indiana. Segons el cens del 2000 tenia 1.047 habitants.

## Demografia
Segons el cens del 2000, Ladoga tenia 1.047 habitants, 385 habitatges, i 286 famílies. La densitat de població era de 808,5 habitants/km².
Dels 385 habitatges en un 37,9% hi vivien nens de menys de 18 anys, en un 57,9% hi vivien parelles casades, en un 9,9% dones solteres, i en un 25,5% no eren unitats familiars. En el 23,1% dels habitatges hi vivien persones soles el 12,2% de les quals corresponia a persones de 65 anys o més que vivien soles. El nombre mitjà de persones vivint en cada habitatge era de 2,57 i el nombre mitjà de persones que vivien en cada família era de 2,99.
Per edats la població es repartia de la següent manera: un 26,6% tenia menys de 18 anys, un 7,9% entre 18 i 24, un 26,9% entre 25 i 44, un 20,8% de 45 a 60 i un 17,7% 65 anys o més.
L'edat mediana era de 37 anys. Per cada 100 dones de 18 o més anys hi havia 92 homes.
La renda mediana per habitatge era de 40.781$ i la renda mediana per família de 43.917$. Els homes tenien una renda mediana de 31.100$ mentre que les dones 24.135$. La renda per capita de la població era de 16.163$. Entorn del 6,4% de les famílies i el 7,7% de la població estaven per davall del llindar de pobresa.

## Poblacions més properes
El següent diagrama mostra les poblacions més properes.